# 4610 Kájov
4610 Kájov là một tiểu hành tinh vành đai chính với chu kỳ quỹ đạo là 1359.4015703 ngày (3.72 năm).
Nó được phát hiện ngày 26 tháng 3 năm 1989.